# Heteronebo jamaicae
Espèce
Heteronebo jamaicae est une espèce de scorpions de la famille des Diplocentridae.

## Distribution
Cette espèce est endémique de Jamaïque. Elle se rencontre dans les paroisses de Saint-Thomas et de Saint Andrew.

## Description
Le mâle holotype mesure 33,05 mm et la femelle paratype 35,60 mm.

## Systématique et taxinomie
Heteronebo jamaicae a été placée en synonymie avec Heteronebo scaber par Teruel en 2009. Elle été relevée de cette synonymie par Santibáñez-Lopez, Francke et Prendini en 2014.

## Étymologie
Son nom d'espèce lui a été donné en référence au lieu de sa découverte, la Jamaïque.

## Publication originale
- Francke, 1978 : Systematic revision of diplocentrid scorpions (Diplocentridae) from circum-Caribbean lands. Texas Tech University Museum Special Publications, no 14, p. 1-92 (texte intégral).